# It's Okay to Not Be Okay
It's Okay to Not Be Okay (Hangul: 사이코지만 괜찮아; Saikojiman gwaenchana) is een Zuid-Koreaanse dramaserie die van 20 juni tot 9 augustus 2020 door tvN werd uitgezonden. In de hoofdrol speelden Kim Soo-hyun en Seo Ye-ji.

## Rolverdeling
- Kim Soo-hyun - Moon Gang-tae
- Seo Ye-ji - Ko Moon-young
- Oh Jung-se - Moon Sang-tae
- Park Kyu-young - Nam Ju-ri